# Thisted Amt

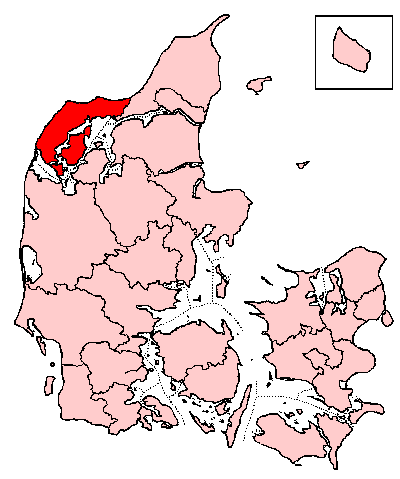
Lage des Thisted Amt in Dänemark

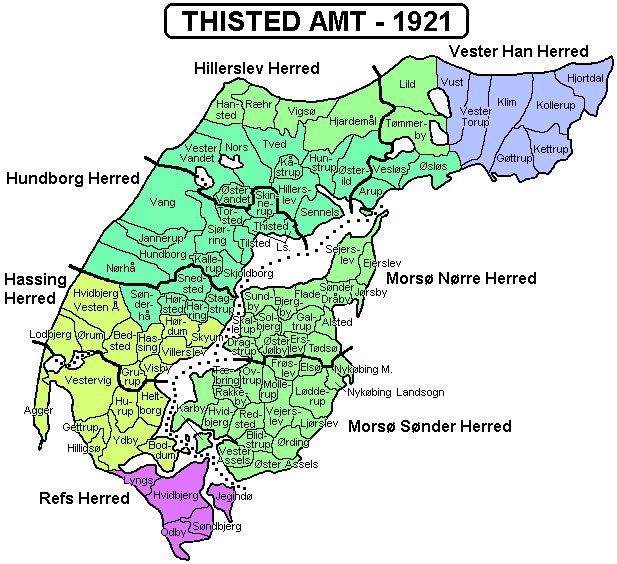
Thisted Amt, Stand 1954–70. Grün: Kirchspiele, die 1970 dem Viborg Amt zugeschlagen wurden. Lila: Thyholm, das zu einer Kommune im Ringkjøbing Amt wurde. Blau: Gebiete, die dem Nordjyllands Amt zugeschlagen wurden.

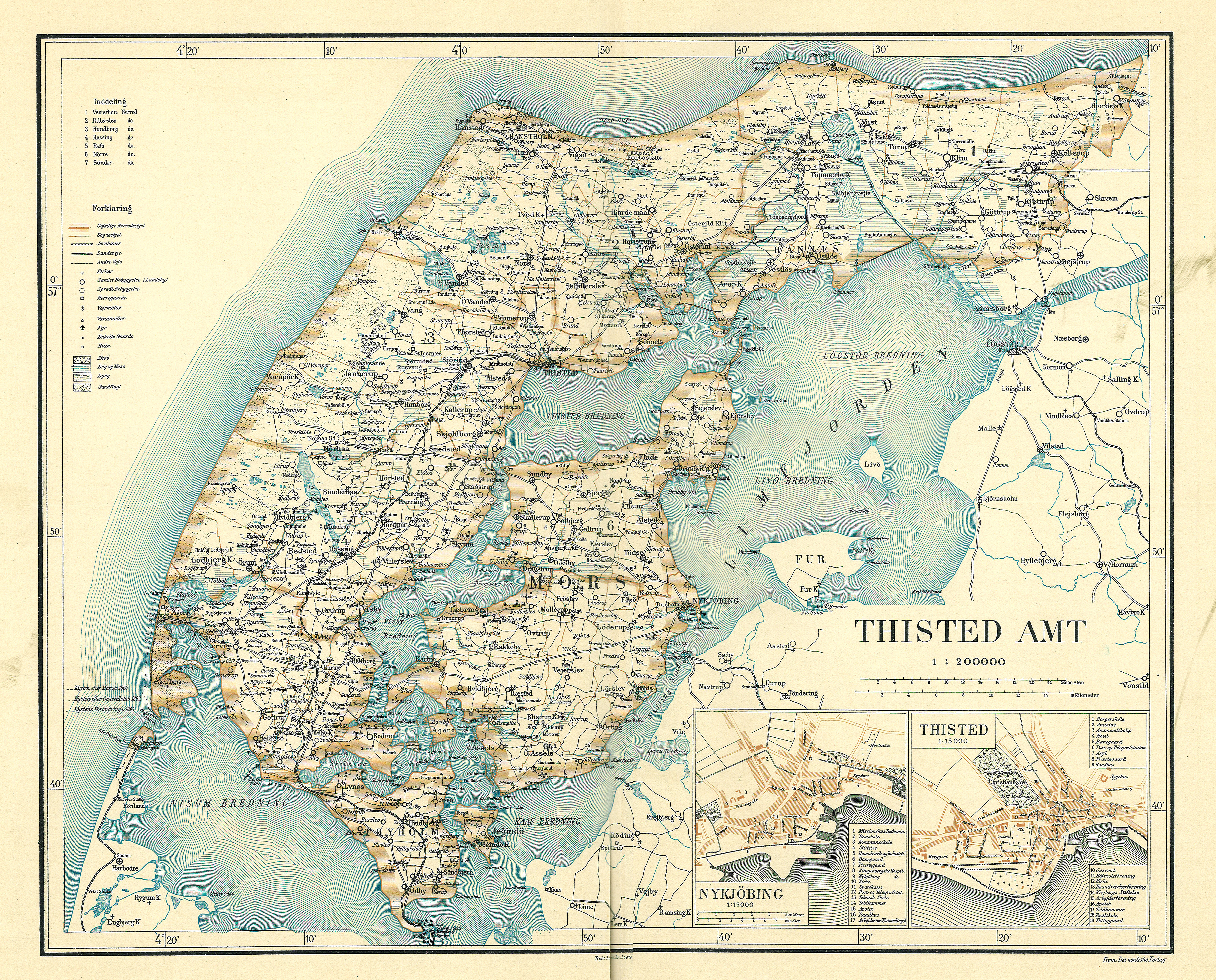
Thisted Amt ca. 1900

Thisted Amt (benannt nach dem Verwaltungssitz Thisted) war bis zur Kommunalreform zum 1. April 1970 ein Amtsbezirk (dän. Amt) in Dänemark.
Thyborøn hatte ursprünglich zu Thisted Amt gehört (Vestervig-Agger Kommune), wurde aber wegen seiner geografischen Lage südlich des Limfjords 1954 ins Ringkøbing Amt überführt. Bei Wahlen zum dänischen Parlament Folketing gehörte Thyborøn jedoch bis 1970 zum Wahlbezirk Thisted Amt. 
Thisted Amt bestand aus sieben Harden (dän.: Herred):
- Hassing
- Hillerslev
- Hundborg
- Morsø Nørre
- Morsø Sønder
- Refs
- Vester Han

Im Zuge der Kommunalreform 1970 wurden sieben Kirchspiele der Harde Vester Han Herred im Nordosten zur Fjerritslev Kommune zusammengeschlossen und dem Nordjyllands Amt zugeschlagen. Fünf Kirchspiele auf Thyholm im Süden bildeten Thyholm Kommune im Ringkjøbing Amt.
Aus dem restlichen Hauptteil des Amtsgebietes wurden vier Kommunen im Viborg Amt gebildet:
- Hanstholm
- Morsø
- Sydthy
- Thisted